# Berceuse (kamermuziek van Bridge)
Berceuse is de titel van een aantal composities van Frank Bridge. Hij componeerde in 1901 vier verschillende instrumentale stukken met deze titel en een toonzetting van de eerste strofe van het gedicht The cottager to her infant van Dorothy Wordsworth. De instrumentale compositie Berceuse kwam in vijf versies:
1. een versie voor viool en piano
2. een versie voor cello en piano
3. een versie voor viool en strijkkwartet
4. een versie voor klein orkest
5. een versie voor viool en strijkorkest.

Het werk wordt gespeeld in tempo Andante con moto – poco piu mosso – tempo I.
Op 20 juni 1902 werden twee versies van Berceuse voor het eerste gespeeld. De instrumentale versie voor viool en strijkinstrumenten werd gedirigeerd door Charles Villiers Stanford, Bridges docent; de versie voor sopraan en orkest werd gedirigeerd door Bridge zelf. Plaats van handeling van de Royal Academy of Music alwaar Bridge nog studeerde.
Discografie:
- Uitgave Chandos: BBC National Orchestra of Wales o.l.v. Richard Hickox, zowel versie voor klein orkest als sopraan/orkest; opnamen uit 2004